# Condado de Nez Perce
O Condado de Nez Perce é um dos 44 condados do Estado americano do Idaho. A sede do condado é Lewiston, que é também a sua maior cidade. O condado tem uma área de 2218 km² (dos quais 183 km² estão cobertos por água), uma população de 42 090 habitantes, e uma densidade populacional de 19 hab/km² (segundo o censo nacional de 2020). O condado foi fundado em 1864 e fica no Panhandle do Idaho. O seu nome provém da tribo ameríndia Nez Perce.